# Уссе, Анри
Анри Уссе (фр. Henry Houssaye; 24 февраля 1848, Париж, Сена, Франция — 23 сентября 1911[…] или 24 сентября 1911, Париж, Сена, Франция) — французский писатель, журналист, историк и критик; сын Арсена Уссе.

## Биография
Анри Уссе родился 24 февраля 1848 года в городе Париже.
Уже первая его работа, «Histoire d’Apelles» (3 изд. 1868), обратила на себя внимание. После долгого пребывания в Греции он опубликовал «L’Histoire d’Alcibiade et de la République athénienne» (4 изд. 1875); за ней следовали: «Mémoire sur le nombre des citoyens d’Athènes au V siècle» (1882); «La Loi agraire à Sparte» (1884); «Aspasie, Cléopâtre, Theódora» (5 изд. 1892).

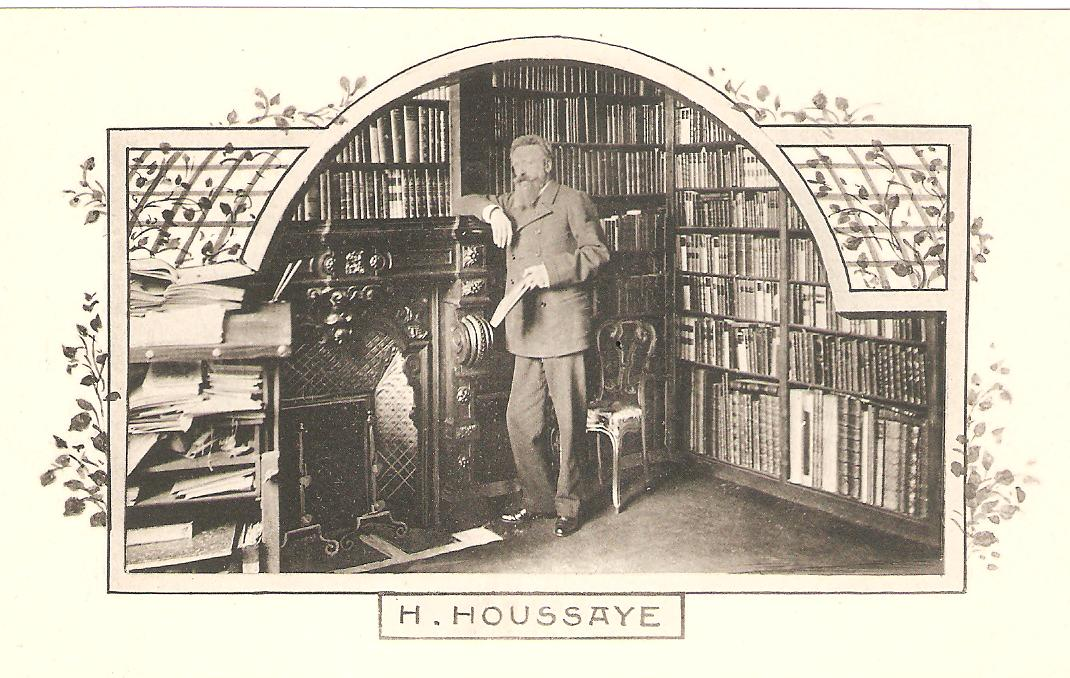
Анри Уссе

Ему принадлежат также «Le premier siège de Paris en 52 avant J.-C.» (1876), вновь напечатанная вместе с другими его соч. под заглавием «Athènes, Rome, Paris» (1878); «L’Art français depuis dix ans» (1882); «Les hommes et les idées» (в «Journal des débats», 1886 г.); «1814, Histoire de la campagne de France et de la chute de l’Empire» (9 изд. 1891).
Уссе сотрудничал в «Revue des Deux Mondes», «L’Artiste», «Presse», «Revue du XIX siècle» и др. (псевдоним — Жорж Вернер).
Был членом Французской академии.
Анри Уссе умер 23 сентября 1911 года в родном городе.
Его заслуги перед отечеством были отмечены орденом Почётного легиона.

## Сочинения
- Гуссэ, Анри. Гл. XI: Кампания во Франции и крушение Империи. 1814 год // История XIX века / Под ред. профессоров Лависса и Рамбо. Русское изд. под ред. Е. В. Тарле. — 2-е, доп. и испр. изд-е. — М.: «Соцэкгиз», 1938. — Т. 2. — С. 315–350. — 591 с. — 103 000 экз.